# Parc Nacional de Blåfjella-Skjækerfjella
El Parc Nacional de Blåfjella-Skjækerfjella (en noruec) o de Låarte-Skæhkere (en sami meridional) és el tercer parc nacional més gran de Noruega (excloent Svalbard) i una de les poques àrees plenament salvatges del país. Se situa als municipis de Verdal, Snåsa, Grong, Lierne i Steinkjer. El terreny es caracteritza per planures muntanyoses, llacs, valls boscosos, pantans, i uns quants pics (Midtliklumpen arriba als 1.333 msnm). Els samis han viscut i treballat a la zona durant diversos segles. De fet, hi ha molts monuments culturals sami al parc, com ara antics assentaments, centres de culte, cementiris, i indrets sagrats.
Al parc s'hi poden realitzar caça, pesca i altres activitats recreatives a l'aire lliure, si bé amb certes restriccions. El terreny és rodejat per la perdiu blanca i altres depredadors, i hi ha una sèrie de llacs amb truita. Hi ha uns quants refugis disponibles per a passar la nit, malgrat que no es mantinguin els senders per a accedir-hi durant l'hivern.
El parc és conegut com l'indret en el que la pícea va ser introduïda per primer cop a Noruega. Hi ha una gran varietat de paisatges, incloent-hi zones de bosc primari a les valls. La flora inclou tant espècies costaneres com d'altres que són més pròpies de l'interior, i plantes alpines. La geologia inclou tant un llit de roca suau bo per al creixement de les plantes, com a zones de jaç rocós molt dur amb una vida vegetal molt més pobre. S'han observat 28 espècies de mamífers al parc, incloent la infreqüent guineu àrtica i tots els grans depredadors de la Noruega continental, incloent l'os bru, el linx, i ocasionalment el llop gris. Hi ha tres espècies de cèrvids, incloent els ants i els cérvols. Al costat del parc hi ha quatre reserves naturals.
El Parc nacional de Gressåmoen, que es va crear el 1970 i tenia una superfície de 182 km², va ser incorporat al parc nacional Blåfjella-Skjækerfjella l'any 2004. El Parc nacional de Lierne es troba just a l'est del parc nacional Blåfjella-Skjækerfjella.

## Etimologia
Blåfjella significa "les muntanyes blaves" (-ella és el plural de Fjell, "muntanya"). El primer element de Skjækerfjella és el plural de skjæker ("astes, mànecs") - referint-se a les llargues cresteries de les muntanyes.